# 海津市立城山中学校
海津市立城山中学校（かいづしりつ しろやまちゅうがっこう）は、かつて岐阜県海津市南濃町にあった公立中学校。

## 概要
- 旧・海津郡南濃町の中学校であるが、元々は旧・城山町の中学校であった。
- 2008年（平成20年）3月、養南中学校と統合し、城南中学校〈旧〉の新設開校により廃校[注釈 1]。
- 校地は城南中学校の校地となっているが、現在の建物は城南中学校校舎として新築されたものである。

## 沿革
- 1947年（昭和22年）
  - 4月1日 - 海津郡城山村に城山存立城山中学校として開校。城山小学校を仮校舎とする。
  - 5月3日 - 開校式。
- 1948年（昭和23年）11月 - 城山村大字羽沢1050[注釈 2]に新築移転。
- 1954年（昭和29年）
  - 6月1日 - 城山村が町制施行し城山町となる。同時に城山町立城山中学校に改称する。
  - 11月3日 - 海津郡城山町、石津村、養老郡下多度村が合併し、南濃町が発足。同時に南濃町立城山中学校に改称する。
- 1970年（昭和45年） - 新校舎（鉄筋コンクリート造）が完成。
- 2005年（平成17年）3月28日 - 南濃町、海津町、平田町が合併し、海津市が発足。同時に海津市立城山中学校に改称する。
- 2008年（平成20年）3月31日 - 統合により廃校。